# Miroslav Pribanić
Miroslav Pribanić, jugoslovanski (hrvaški) rokometaš, * 22. junij 1946, Bjelovar.
Leta 1972 je na poletnih olimpijskih igrah v Münchnu v sestavi jugoslovanske rokometne reprezentance osvojil zlato olimpijsko medaljo.